# Jubba Airways
Jubba Airways è una compagnia aerea somala. Opera voli nazionali passeggeri e cargo all'interno della Somalia e verso destinazioni in Medio Oriente.

## Storia
Il vettore è stato fondato nel 1998 da un imprenditore somalo con sede a Calgary, Said Nur Qailie. In precedenza aveva sede presso l'aeroporto Internazionale Aden Adde di Mogadiscio, in Somalia,[4] ora ha sede a Nairobi, in Kenya, con ulteriori filiali in varie altre aree.
Nel maggio 1998, un mese dopo la costituzione, la compagnia aerea ha inaugurato le sue operazioni. Si trattava del primo volo diretto da Sharjah a Mogadiscio da quando la Somali Airlines, di proprietà statale, aveva interrotto le operazioni nel 1991.
Dal 2009, Jubba Airways è registrata a Nairobi, in Kenya. Ha anche filiali in Somalia, Somaliland, Gibuti, Arabia Saudita, Emirati Arabi Uniti e Uganda. La compagnia aerea occupa in gran parte la nicchia lasciata libera dalla defunta Somali Airlines e opera servizi passeggeri e cargo nazionali. Serve destinazioni in Somalia, tra cui Mogadiscio, Bosaso e Galkayo. Anche i voli per Gibuti, Somaliland, Emirati Arabi Uniti (Dubai) e per i pellegrini del Hajj a Gedda sono rotte importanti per Jubba Airways. Inoltre, la compagnia offre voli cargo. Jubba Airways mantiene i propri aeromobili, assistiti da ingegneri che fanno parte di un team di 300 dipendenti qualificati.
Nel febbraio 2015, Jubba Airways si è unita a Daallo Airlines per formare la nuova holding African Airways Alliance. Entrambe le compagnie continuano a operare con marchi separati.

## Flotta

### Flotta attuale
A dicembre 2022 la flotta di Shanghai Airlines è così composta:

### Flotta storica
Jubba Airways operava in precedenza con i seguenti aeromobili:

## Incidenti
- 28 aprile 2012: durante un volo dall'aeroporto Internazionale di Hargeisa all'aeroporto Internazionale Abdullahi Yusuf di Galkayo, un Antonov An-24 ha subito lo scoppio di entrambi gli pneumatici del carrello principale destro, causando la deviazione dell'aereo dalla pista. L'ala dell'aereo si è separata dalla fusoliera. Non sono stati segnalati feriti, anche se il velivolo è rimasto sostanzialmente danneggiato.[8]
- 18 luglio 2022: il Fokker F50 di marche 5Y-JXN si è schiantato durante l'atterraggio sulla pista 5 dell'aeroporto Internazionale di Aden Adde, Mogadiscio, Somalia. Tutti i 36 occupanti sono sopravvissuti all'incidente.[9]